# 長毛象 (加利福尼亞州)
長毛象（英語：Mammoth）是位於美國加利福尼亞州莫多克縣的一個非建制地區。該地的面積和人口皆未知。

## 地理
長毛象的座標為41°43′50″N 121°21′18″W / 41.73056°N 121.35500°W，而該地的平均海拔高度為1282米（即4206英尺）。